# Vedran Kjosevski
Vedran Kjosevski est un footballeur bosnien né le 22 mai 1995 à Vélès.

## Biographie

### En club
Il rejoint l'académie du Željezničar Sarajevo en 2005. Il signe son premier contrat professionnel le 28 mai 2013. Il fait ses débuts le 29 mars 2014, contre le Leotar Trebinje. 
La saison suivante, il devient le gardien titulaire de l'équipe. 
Le 7 avril 2018, il marque un but contre Široki Brijeg. 
Le 9 mai 2018, il remporte la Coupe de Bosnie-Herzégovine, en s'imposant en finale face au FK Krupa.
En juillet 2018, il est promu capitaine de l'équipe. 
En avril 2019, il perd sa place de titulaire. 
Le 27 juin 2020, il s'engage avec le Velež Mostar.

### En sélection
Le 23 mars 2018, il figure pour la première fois sur le banc des remplaçants de l'équipe de Bosnie-Herzégovine, mais sans entrer en jeu, lors d'une rencontre amicale face à la Bulgarie (victoire 0-1).

## Palmarès
Željezničar Sarajevo
- Coupe de Bosnie-Herzégovine (1) :
  - Vainqueur : 2017-18.